# The Animal Spirits
The Animal Spirits (укр. «Духи тварин») — третій альбом англійського продюсера електронної музики Джеймса Холдена, записаний у співпраці зі спеціально зібраним гуртом The Animal Spirits, випущений у листопаді 2017 року на власному лейблі Холдена — Border Community.

## Список композицій
| #     | Назва                              | Тривалість |
| ----- | ---------------------------------- | ---------- |
| 1.    | «Incantation for Inanimate Object» | 1:42       |
| 2.    | «Spinning Dance»                   | 5:30       |
| 3.    | «Pass Through the Fire»            | 6:26       |
| 4.    | «Each Moment Like the First»       | 4:57       |
| 5.    | «The Beginning & End of the World» | 6:40       |
| 6.    | «Thunder Moon Gathering»           | 7:28       |
| 7.    | «The Animal Spirits»               | 5:38       |
| 8.    | «The Neverending»                  | 4:30       |
| 9.    | «Go Gladly Into the Earth»         | 5:52       |
| 48:43 |                                    |            |

## Учасники запису
- Джеймс Холден — модульний синтезатор, продюсування, перкусія, запис, вокал
- Джемма Шеппард — перкусія, вокал
- Маркус Хамблет — корнет
- Том Пейдж — ударні
- Ерік Джеймс — мастерінг
- Ліза Бек — раіта, запис
- Ласселес Гордон — перкусія
- Етьєн Жоме — саксофон
- Ріф Каррібіан — вокал